# Yehuda Alkalai
Yehuda ben Shlomo Hai Alkalai (în ebraică:יהודה בן שלמה חי אלקלעי n. 1798 Saraievo- 1 octombrie 1878 Ierusalim) a fost un rabin și dascăl evreu sefard bosniac, care a trăit și activat în Bosnia (sub administrație otomană) și în Serbia (în zona  sub administrație austriacă) și care s-a făcut cunoscut ca premergător al sionismului modern.„Bolnav de dragostea Ierusalimului”, cum se descria, asemenea câtorva rabini contemporani, între care Yehuda Bibas și rabinul așkenaz Tzvi Hirsh Kalischer, Alkalai a susținut necesitatea unei renașteri a poporului evreu în Palestina (Țara Israel) ca pas necesar pe calea lungă a mântuirii religioase, și a formulat idei concrete pentru materializarea acestui obiectiv. În copilărie și apoi, din nou,la sfârșitul vieții, s-a stabilit la Ierusalim.

## Biografie
Yehuda Alkalai s-a născut la Saray Bosna (Saraievo) în Bosnia, în Imperiul Otoman, în anul 1798, ca fiu al lui Shlomo Hai Alkalai, conducătorul comunității evreiești din oraș și urmaș al unei familii de evrei spanioli stabiliți la Salonic. La vârsta de 11 ani el a emigrat în Palestina, care de asemenea era parte a Imperiului turcilor otomani și a copilărit și studiat în cartierul evreiesc din Ierusalim. Unul din dascălii săi, la Saraievo, a fost rabinul sefard Eliezer Papo, autorul cărții „Pèle Yoétz”. A devenit un bun cunoscător al învățăturii mistice iudaice, al literaturii cabalistice și a primit de tânăr autorizația de rabin.   
Revenit în Europa, în anul 1825 Alkalai a devenit dascăl de ebraică (melaméd, în comunitatea sefardă din orașul Zemun (Semlin), astăzi parte a municipiului Belgrad, pe atunci aflat în zona sârbă de frontieră a Imperiului Austriac (din 1867 în cadrul Austro-Ungariei). Ulterior a fost ales predicator și rabin al acestei comunități. La sosirea lui Alkalai în regiune, el a fost martor la o mișcările de eliberare națională ale sârbilor și grecilor care au dus la renașterea statelor acestor popoare după secole de stăpânire otomană. Ideile de emancipare națională au trezit ecouri și în rândurile evreilor din Balcani, inclusiv în gândirea sa.
În anul 1839  Alkalai l-a întâlnit pe rabinul Yehuda Bibas care l-a influențat mult în concepțiile sale despre mântuirea poporului Israel.
În 1852 Alkalai a întemeiat la Londra o Societate pentru reașezarea cu evrei a Țării Israelului.
În 1871 Alkalai a revizitat Ierusalimul și a înființat și acolo o asociație de reașezare a evreilor, care a dăinuit puțină vreme. În vara anului 1874, la 76 ani, el s-a mutat acolo împreună cu soția sa. În 1878, în data de 4 Tishrey al anului ebraic 5639, el a murit la Ierusalim și a fost înmormântat în parcela sefarzilor din vechiul cimitir evreiesc de pe Muntele Măslinilor.
Soția sa a murit la scurt timp după aceea.  

### Activitatea sa în favoarea renașterii naționale evreiești

#### Influența asupra lui Theodor Herzl
Se spune că Simon Loeb (Arie) Herzl, bunicul patern al lui Theodor Herzl, fondatorul sionismului modern, și care locuia la Zemun, a frecventat adesea sinagoga lui Alkalai, unde a și sunat din cornul tradițional „shofar”,  și că atât el cât și rabinul s-au vizitat reciproc. Simon Loeb Herzl a ajutat la tipărirea unor cărți ele rabinului Alkalai la Zemun.
Simon Loeb Herzl a posedat în biblioteca sa unul din primele exemplare ale broșurii lui Alkalai care chema la „întoarcerea evreilor în Țara Sfântă și la renașterea gloriei Ierusalimului”. Cercetători moderni consideră că proiectul sionismului modern al lui Herzl a fost influențat, fără îndoială, de acest context.

#### Premisele religioase ale proto-sionismului său
Concepția lui Alkalai cu privire la întoarcerea in Țara Israel era de natură religioasă. Sprijinindu-se pe un vast corp de literatură religioasă iudaică, Alkalai a susținut că venirea lui Mesia și mântuirea divină a evreilor impune întoarcerea lor în Țara Făgăduinței. Inspirat de ideologia cabalistică, Alkalai  credea că anul 1840 (6000 de la Facerea lumii, după calendarul ebraic) însemna începutul unui secol decisiv, „Zilele lui Mesia”, care va dura până în 1939. În caz ca nu se vor lua măsuri practice și se va pierde ocazia, în secolul următor, începând din 1940 evreii vor cunoaște una din cele mai grele perioade de răstriște, în care o revărsare de mânie ori îi va readuna, ori îi va dispersa
Deznodământul- întoarcerea în Țara Promisă - va fi acelaș, dar se va produce în împrejurări cu mult mai grele.

### Un proto-sionism politic

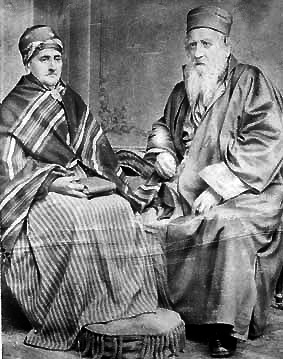
Rabinul Yehuda Alkalai și soția lui, Ester, la Viena în 1874, înaintea plecării în Palestina

Inițial rabinul Alkalai a scris in limba iudeo-spaniolă (judezmo sau ladino), ceea ce limita publicul auditorilor săi la relativ mica obște sefardă din Europa. Mai târziu el a adoptat limba ebraică, care avea o mai mare răspândire în rândurile evreilor din lume, iar intensificarea activismului sau politic a avut loc după ce a împlinit vârsta de 60 ani, când deja un număr mai mare de coreligionari erau gata să-i accepte ideile.
În scrierea sa „Shlom Yerushalaim” (Pacea Ierusalimului) (1840)  Alkalai a replicat celor care l-au atacat pentru introducerea la cartea sa de gramatică ebraică, "Darkhei Noam" (Căi plăcute) în care i-a chemat pe evrei să se dedice întoarcerii în Sion și să consacre acestei misiuni venituri provenite din zeciuială - maaser. O altă scriere, „Minhat Yehuda” (Ofranda lui Yehuda, Viena 1843), dedicată evreilor din Damasc) era un panegiric in cinstea lui Moses Montefiore și a lui Adolphe Crémieux care au salvat pe evreii din Damasc de acuzarea de omor ritual. „Afacerea Damasc”, asa cum a fost ea cunoscută, l-a întărit pe Alkalai în convingerea că evreii aveau nevoie de o țară a lor, care să le servească și de adăpost sigur, iar  efectele pozitive ale intervenției puterilor europene și ale unui front unit al conducătorilor evrei europeni l-au convins de utilitatea unui sprijin străin pentru succesul unui asemenea proiect. În scrierea sa, „Raglei Mevasser” el a menționat fățiș:
„Salvarea lui Israel stă într-un apel la regii din lume pentru a obține un ajutor pentru națiunea noastră și pentru orașele noastre sfinte și pentru întoarcerea noastră întru pocăință la vatra mamei noastre...salvarea noastră va veni cu repeziciune de la regii pământului”
. 
Planul său chema la crearea unei Adunări reprezentative a notabililor evrei, care urma să apere cauza întoarcerii evreiești și a reașezării de evrei, cu ajutorul unei zeciuieli colectate de la comunitățile evreiești, practică care era cunoscută ca "haluka", și care era până atunci folosită pentru a suporta material pe evreii ortodocși din cele Patru Orașe Sfinte din Palestina.
În „Minhat Yehuda” Alkalai  propunea întoarcerea la rădăcini: restaurarea limbii ebraice ca limbă națională a evreilor, răscumpărarea pământurilor Țării lui Israel așa cum a făcut Avraam când a cumpărat Peștera Patriarhilor din Hebron, de asemenea promovarea agriculturii în așezările evreiești de curând înființate.
Din motive practice și în pofida vederilor sale tradiționaliste opuse reformei iudaismului, Alkalai a căutat mijloace de   obținere a unității naționale. A propovăduit unitatea de limbă prin uzul ebraicei și desființarea barierelor dintre diversele obști - așkenaze și sefarde <rec>Lexikon letarbut Israel</rec>.  Până la urmă sionismul politic a aplicat câteva din principiile lui Alkalai, ca de pildă, reînvierea limbii ebraice, achiziționarea de pământuri, continuarea încurajării agriculturii (motivată mai ales în contextul întoarcerii la pământul străbun, a evreilor care erau în mare parte înstrăinați de munca manuală, natură și de peisajele strămoșești), de asemenea, - ofensiva diplomatică în scopul obținerii de sprijin din partea marilor puteri și a reunirii  tuturor evreilor sub stindardul idealurilor sioniste.     
În afara impactului scrierilor sale la difuzarea mesajului său au contribuit și călătoriile sale la București și în vestul Europei (la Berlin, La Leipzig și Londra) în anii  1851-1852.
El a avut mai puțin răsunet în rândurile fraților evrei, mai ales fiindcă mulți rabini considerau ca eretică ideea grăbirii venirii lui Mesia prin acțiuni omenești (mântuirea naturală, „Gheulá tivit”), și mai mult în rândurile creștinilor britanici cu vederi pre-sioniste care l-au ajutat să fondeze la Londra o societate, e adevărat, de scurtă durată, de promovare a reașezării evreilor pe meleagurile biblice.
. În 1857 a vizitat din nou Londra.

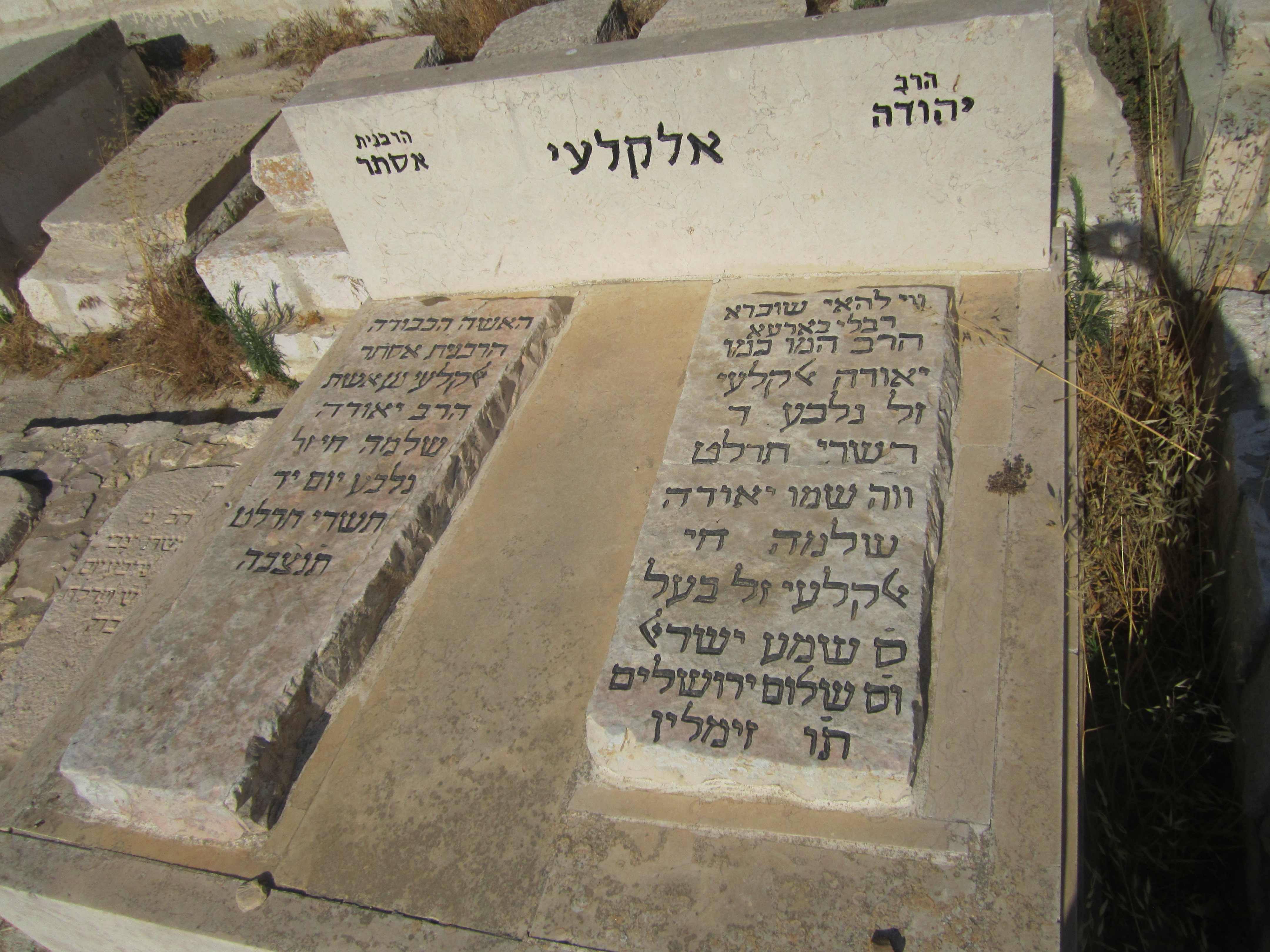
Mormântul rabinului Yehuda Alkalai și al soției sale Esther, pe Muntele Măslinilor din Ierusalim

Broșura sa, „Goral la-Adonai”  (Sorți divini)  publicată la Viena în 1857 este un tractat despre reîntoarcerea evreilor în țara lor strămoșească și sugerează metode destinate a îmbunătăți condițiile de trai în Palestina. După o dezbatere asupra chestiunii mesianismului iudaic, în care manifesta erudiție în ceea ce privește scrierile înaintașilor, Alkalai sugera înființarea unei societăți pe acțiuni  de pildă navală sau feroviară, al cărui succes să-l convingă pe sultanul otoman să permită evreilor să creeze în Palestina o entitate statală autonomă sub suzeranitate otomană, cu un regim asemănător celui al Principatelor Române (sau Danubiene). Propunerea era însoțită de recomandări ale mai multor cărturari evrei din diverse curente de gândire. Cartea „Goral laAdonai” a apărut în trei ediții și fost tradusă în engleză
Chestiunea retrocedării Palestinei evreilor a fost tratată și în broșura „Shma Israel” (Ascultă Israel) (din 1834, tipărită apoi în 1861-1862) și în  articolul Harbinger of Good Tidings (Bunul vestitor) (în Jewish Chronicle, 1857)  
Alkalai a aderat la prima asociație pentru așezarea agricolă a evreilor în Palestina  (Kolonisations Verein für Palästina) pe care a înființat-o dr.Haim Luria în 1860  la Frankfurt pe Main. Cu tot suportul unor oameni ca rabinii Alkalai și Kalischer , asociația nu a reușit să-și pună in practica proiectul și s-a dizolvat curând.
În 1860 Alkalai a salutat crearea la Paris a Alianței Israelite Universale - în ebraică Kol Israel Haverim, în care și-a pus mari speranțe. 
În 1869 a lansat apelul Beit Yaacov lekhu venelkha! (după versetul din prorocul Iesaia 5,2) - „Voi cei din casa lui Iacov, veniți sa umblăm” (în sensul „haide să plecăm”) (în calea Domnului), care a ulterior, în mod independent,a devenit sloganul mișcărilor de emigrare BILU si Iubitorii Sionului (Hibat Tzion) a coloniștilor evrei din estul Europei spre Palestina.

### Revenirea în Palestina
În cursul anilor, discipoli ai lui Alkalai și ai rabinului Bibas au emigrat la Jaffa, in Palestina, venind din Imperiul Otoman, din Africa de Nord și din comunități sefarde din centrul Europei, fiind implicați, între altele, și în eforturile pentru înființarea cu sprijinul Alianței Israelite Universale a Școlii agricole evreiești de la Mikve Israel lângă Jaffa (aflată azi pe teritoriul orașului israelian Holon). Alkalai însuși era dezamăgit de faptul că Alianța Israelită universală s-a mulțumit cu înființarea școlii și nu a încurajat măsuri mai largi care să permită emigrarea în masă a evreilor in Palestina. Primind asigurări de la Charles Netter că pe urmele școlii vor veni și alte măsuri de consolidare  a colectivității evreiești din Palestina, Alkalai și-a exprimat printr-un joc de cuvinte, încrederea că ,într-adevăr, "din Galia (adică Franța) va porni HaGeulá - mântuirea" poporului evreu.
Vizitând Palestina pentru câteva luni în primăvara-vara anului 1871 , Yehuda Alkalai a predicat în fața evreilor din Jaffa și Ierusalim, și a pus bazele unei asociații numită „Kol Israel Haverim beEretz Israel”, la care a racolat rabini sefarzi și askenazi locali, inclusiv pe Haham basha (șef rabinul) din Ierusalim, rabinul Fenicel, în calitatea de președinte. A vizitat cu acest prilej școala din Mikve Israel.  În cele din urmă această asociație nu a ființat decât puțin timp și numai pe hârtie, ideile lui Alkalai lovindu-se de opoziția multora, care doreau sa mentina regimul necondiționat de pomeni din străinătate, susțineau că pământul în Palestina este nearabil și nepotrivit pentru agricultură și că învățământul agricol precum cel de la școala Mikve Israel abate tineretul de la religie.  Acești adversari nu s-au dat înapoi nici de a-l calomnia pe Alkalai, acuzându-l în fața comunităților din Europa de interese egoiste materiale.
La chemarea lui Nathan Friedland , trimisul rabinului Kalischer la Paris, Alkalai a consacrat eforturi mari, până la urmă în van, pentru a veni in ajutorul evreilor din localitatea sârbă Šabac , care suferiseră de pe urma ostilității vecinilor creștini și ceruseră să se stabilească în Palestina, cu permisiunea sultanului.
Nepotul fratelui său Moshè, dr David Alkalai (1862-1933) a reprezentat pe evreii din Serbia la cel dintâi Congres sionist la Basel în anul 1897.

## Scrieri
Rabinul Alkalai a scris 20 cărți, de asemenea și brosuri și articole.
- 1834 - Shma Israel  (Ascultă Israel)
- 1840 - La paz de Jerusalén în limba ladino (în ebraică Shlom Yerushalaim - Pacea Ierusalimului)
- 1839 - Darkhei Nóam (Căi plăcute) - gramatică și introducere în limba ladino
- 1843  Minhat Yehuda (Ofranda lui Yehuda), Viena
- 1849 -Petakh kekhudá shel màkhat
- 1857 Goral laAdonai (Sorți divini), Viena
- Raglei Hamevasser
- Mevasser Tov (Bun vestitor)
- Kibutz Galuyot (Adunarea exilaților)
- Shivat Tzion (Întoarcerea in Sion)

## In Memoriam
- 1949 - Îi poartă numele în Israel moșavul agricol Tirat Yehuda (Castelul lui Yehuda) înființat de mișcarea național-religioasă Mizrahi
- Orașul Or Yehuda din Israel a fost, de asemenea, numit în amintirea sa.

## În media artistică
- 1943 Romanul scriitorului ebraic Yehuda Burla „Ba'ófek” descrie figura și anii lui Alkalai în Palestina
- 1955 Romanul ebraic  „Kisufim” („Dor”) de scriitorul  Yehuda Burla,  dedicat vieții vizirului evreu Haim Farhi, este descrisă venirea și ultimii ani ai lui Alkalai în Palestina  și relațiile sale cu Farhi.